# Юрське
Юльське або Юльское (словац. Jurské) — джерело в Словаччині, Кежмарському окрузі Пряшівського краю.

## Географія
Розташоване на півночі східної Словаччини на північно—західних схилах Левоцьких гір в долині Голумницького потока.

## Історія
Вперше село згадується у 1294 році.

## Пам'ятки культури
- римо-католицький костел св. Юрія з 13 століття, в стилі ранньої готики, в 17 столітті перебудований в стилі бароко
- протестантський костел з 1865 року в стилі пізнього ренесансу

## Населення
| Рік:            | 1994. | 2004.    | 2014.    | 2024.    |
| --------------- | ----- | -------- | -------- | -------- |
| Кількість осіб: | 611   | 823      | 1145     | 1504     |
| Різниця:        |       | +34,69 % | +39,12 % | +31,35 % |

| Рік:            | 2023. | 2024.   |
| --------------- | ----- | ------- |
| Кількість осіб: | 1464  | 1504    |
| Різниця:        |       | +2,73 % |

В селі проживає 960 осіб.
Національний склад населення (за даними останнього перепису населення — 2001 року):
- цигани — 84,04 %
- словаки — 14,51 %
- угорці — 0,13 %

Склад населення за приналежністю до релігії станом на 2001 рік:
- римо-католики — 95,78 %,
- протестанти — 0,92 %,
- не вважають себе віруючими або не належать до жодної вищезгаданої церкви — 3,29 %